# Precis octavia

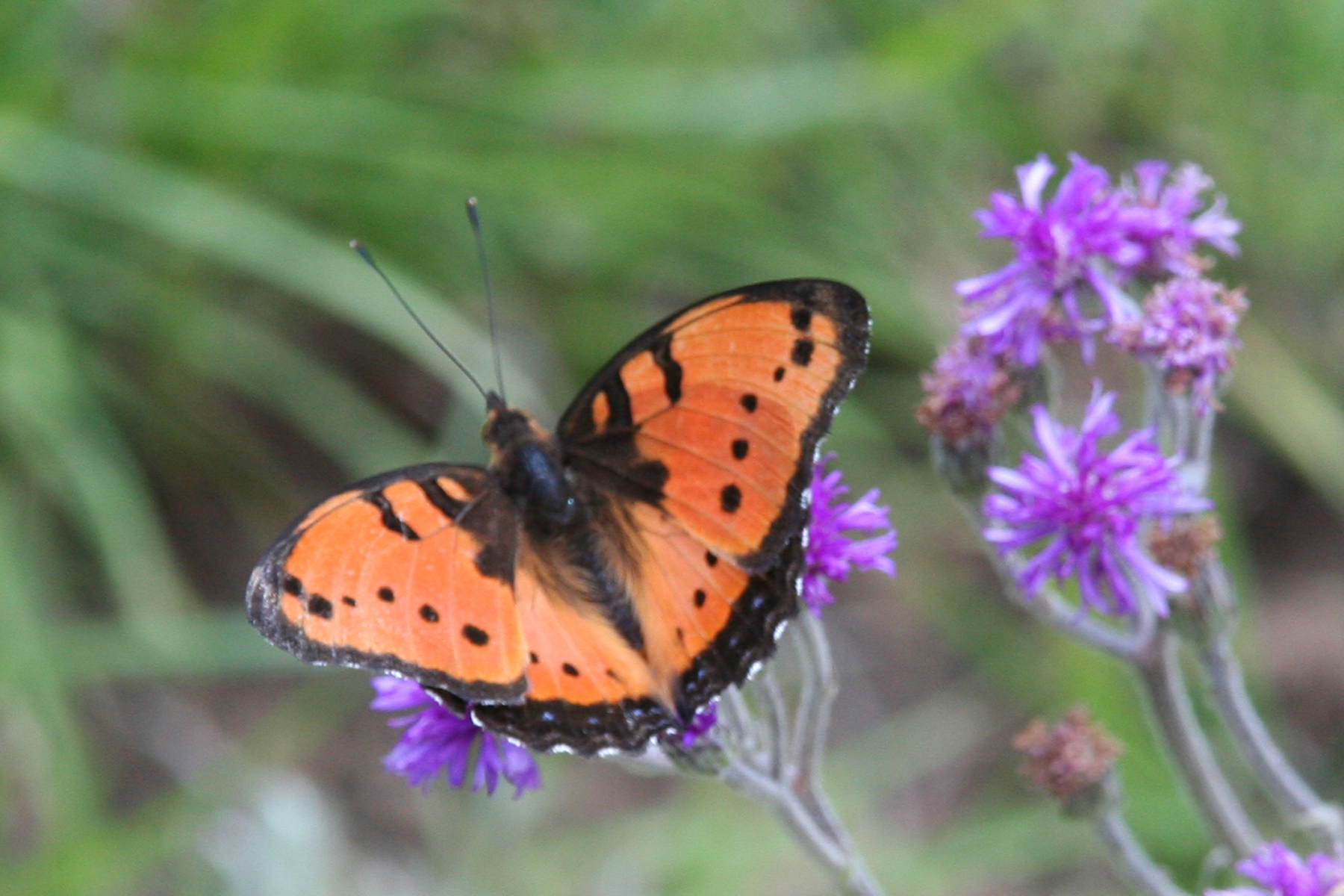
Sommerform

Precis octavia ist ein in Afrika vorkommender Schmetterling (Tagfalter) aus der Familie der Edelfalter (Nymphalidae).

## Merkmale

### Falter
Die Flügelspannweite der Falter beträgt 50 bis 60 Millimeter bei den Männchen und 55 bis 63 Millimeter bei den Weibchen. Ein Sexualdimorphismus liegt nicht vor. Während der Wintermonate zeigen die Flügeloberseiten bei beiden Geschlechtern eine blaue Grundfarbe. Über beide Flügelpaare erstreckt sich in der Postdiskalregion eine Reihe orangefarbener, schwarz angelegter Flecke. Nahe dem Apex sind zwei kleine weißliche Flecke zu erkennen. Die Flügelunterseiten sind dunkelbraun marmoriert und zeigen eine sich über beide Flügelpaare erstreckende weiße Punktreihe. Falter der Sommermonate sind gänzlich unterschiedlich gefärbt. Sie haben auf der Oberseite beider Flügelpaare eine orangerote Grundfarbe, eine schwarze Punktreihe und einen schwarzen Saum. Vom Vorderrand der Vorderflügel erstrecken sich zwei schwarze Streifen bis zur Zelle. Die Flügelunterseiten bilden die Oberseiten in etwas blasseren Farben ab.

### Raupe
Ausgewachsene Raupen erreichen eine Körperlänge von 45 Millimetern, haben eine braune bis schwarze Grundfärbung sowie gelbbraune Querlinien. Auf der Körperoberfläche sind sie mit vielen verzweigten Dornen bestückt. Der Kopf trägt zwei dünne Hörner.

## Vorkommen und Lebensraum
Die Nominatform Precis octavia octavia kommt im Senegal, in Guinea, Burkina Faso, Sierra Leone, Liberia, Ghana, Togo, Benin, Nigeria, Kamerun, Gabun, im Kongobecken, dem Sudan sowie in Äthiopien und Somalia vor. Die Unterart Precis octavia sesamus ist in Südafrika, Eswatini, Angola, Mosambik, Tansania, Uganda, Zaire und Kenia heimisch. Die Art besiedelt lichte Wälder, Ödländereien  und Savannen sowie Gärten und Parkanlagen.

## Lebensweise
Die Falter sind in allen Monaten des Jahres anzutreffen. Sie saugen gerne Nektar an Blüten. Bei kalter Witterung sammeln sie sich in Erdlöchern an geschützten Böschungen. Die Raupen ernähren sich von den Blättern von Lippenblütlern (Lamiaceae).